# Kalotás Csaba
Kalotás Csaba (Szekszárd, 1982. április 28. –) magyar filmzeneszerző.

## Életpályája
Édesapja dr. Kalotás Zsolt természetfotós és környezetvédelmi szakember, édesanyja Hajdú Gizella toxikológus.
2000-ben érettségizett a tolnai Sztárai Mihály Gimnáziumban, majd a Pécsi Tudományegyetem angol szakán folytatta tanulmányait. 2001-ben Vranik Krisztiánnal megalapították a Realistic Crew nevű zenekart. Első komolyabb filmes munkája Vranik Roland Fekete kefe című filmjének zenéje 2004-ben. Azóta számos nagyjátékfilm, rövidfilm, animációs film, színházi-, valamint táncelőadás zenéjét jegyzi. Több, mint 150 reklámzene fűződik a nevéhez. 2017 óta meghívott előadó a Moholy-Nagy Művészeti Egyetem animáció szakán. 2019-ben megnyerte az aubagne-i Nemzetközi Filmzenefesztivál nagydíját.

## Filmzenéi
- 2020 Háromezer számozott darab
- 2020 Born In Auschwitz
- 2020 Liga
- 2020 Orsi és Tenshinhan
- 2020 Helfer
- 2020 Károly \ Charlie
- 2019 Vasárnap
- 2019 Casting
- 2019 Lidérc úr
- 2018 Prímek
- 2018 Broken Things
- 2017 Sandwich
- 2017 Egy nő fogságban
- 2017 Nem történt semmi
- 2017 Two Hookers and a Bitch
- 2017 Virágnyelv
- 2016 A gép
- 2016 Az állampolgár
- 2016 Magyar csapat – '...még 50 perc...'
- 2016 Superbia
- 2016 Tiszta szívvel
- 2016 Beyond
- 2015 The Silent Hero
- 2015 The Dead Poet (segment "of Patience that Blossoms into Death")
- 2014 Drifter
- 2014 Ricsi
- 2014 Viharsarok
- 2011-2013 Társas játék (26 epizód)
- 2013 Besence Open
- 2013 Városi legendák
- 2012 Paul Bowles: The Cage Door is Always Open
- 2012 Három nagymamám volt
- 2012 Filmlovers
- 2011 Diary of 105 years
- 2011 aurA
- 2010 A Pipás
- 2010 Balansz
- 2010 Csak segélyhívás
- 2009 Adás
- 2009 MÜsor – Tamás Lossonczy
- 2009 Model
- 2009 Pinprick \ Szobafogság
- 2008 Defekt
- 2007 Hanna
- 2007 Lanterna – Ahol a magány se jár
- 2006 Kommersz
- 2005 Fekete kefe

## Díjai
- 2019 Aubagne International Film Festival – Grand Prize
- 2018 Bucharest ShortCut Cinefest – Best Original Score
- 2018 Oniros Film Awards – Best Original Soundtrack
- 2017 Golden Dragonfly Short Film Festival – Best Original Music
- 2006 Annonay International Festival of First Films – Best Original Music